# Coca-Cola FEMSA
Coca-Cola FEMSA ou Coca-Cola FEMSA, S.A.B. de C.V. est une entreprise mexicaine d'embouteillage basée à Mexico détenue à 48 % par le groupe FEMSA, 28 % par The Coca-Cola Company et les 24 % restant sont cotés aux bourses de New York et Mexico.
Au travers de plusieurs achats, elle s'est étendue au Brésil, en Colombie et au Venezuela. De 2014 à 2018, elle détenait 49 % de Coca-Cola Beverages Philippines.

## Historique
L'entreprise a été créée en 1991 comme une coentreprise entre FEMSA (51%) et  The Coca-Cola Company (49%).
Fin décembre 2002, la société achète l'embouteilleur Panamerican Beverages (Panamco), basé au Mexique et desservant l'Amérique centrale, la Colombie, le Venezuela et le Brésil pour 3,6 milliards d'USD. Coca-Cola Company détenait 25% de Panamco.
En 2007, Coca-Cola Company et Coca-Cola FEMSA achètent le producteur de jus de fruit mexico-brésilien Jugos del Valle pour 370 millions d'USD.
Le 14 décembre 2012, Coca-Cola FEMSA achète 51 % du principal embouteilleur des Philippines, Coca-Cola Bottlers Philippines pour 688,5 millions d'USD,. 
En novembre 2014, Coca-Cola FEMSA augmente ses investissements aux Philippines avec une ligne budgétaire de 1,7 milliard d'USD pour rénover les usines et la création de centres logistiques dont 95 millions d'USd pour l'agrandissement de l'usine de Canlubang, dans la province de Laguna.
Le 1er juin 2016, Coca-Cola Company et Coca-Cola FEMSA achètent à Unilever la marque de jus à base de soja AdeS pour 575 millions d'USD,. Le 23 septembre 2016, Coca-Cola FEMSA achète la société brésilienne Vonpar pour 1,1 milliard d'USD permettant d'atteindre les 49 % du marché du Coca-Cola. Vonpart a été fondée en 1948 et produisait la marque Laranjinha dans la région de Rio Grande do Sul et au moment de l'achat détenait 3 usines de production et 5 centres de distribution.
En 2018, la filiale aux Philippines est renommée Coca-Cola Beverages Philippines. Le 20 août 2018, Coca-Cola FEMSA revend sa participation de 51% dans Coca-Cola Philippines à la Coca-Cola Company au travers de son Bottling Investissments Group.